# Vuelle Pallacanestro 2006-2007
La U.S. Vuelle Pallacanestro 2006-2007, sponsorizzata Scavolini Spar, ha preso parte al campionato professionistico italiano di pallacanestro di Legadue.

## Verdetti stagionali
- Legadue:
  - stagione regolare: 5º posto su 16 squadre (18-12);
  - playoff: vittoria in finale contro Pavia.
    - promozione in Serie A.

## Storia
Nel corso dell'estate la società cambia ufficialmente la propria denominazione in U.S. Vuelle.
Il campionato inizia con due sconfitte, poi cinque successi consecutivi. Al termine del girone d'andata la squadra occupa il terzo posto, seppur in coabitazione con altre tre squadre. Intanto a metà dicembre arriva il ventiseienne Rodney White, ala grande con più di 200 presenze in NBA all'attivo.
Anche nel girone di ritorno la Scavolini Spar non riesce mai a toccare la vetta, nonostante l'avvicendamento in panchina da coach Calvani a Ramagli, e l'innesto del playmaker Robert Fultz. Il piazzamento finale in classifica è un 5º posto, che consente comunque l'accesso ai playoff.
I quarti di finale vengono superati con un 3-0 ai danni di Ferrara. In semifinale c'è il derby contro Rimini, con i romagnoli favoriti dopo aver sfiorato la promozione diretta: la Vuelle vince le prime due gare al 105 Stadium e blinda il passaggio del turno tra le mura amiche. La finale è contro Pavia, formazione che vince di misura in gara1 espugnando l'Adriatic Arena: le restanti partite sono tutte appannaggio dei pesaresi, che volano in Serie A grazie al 3-1 nella serie.

## Roster
| Giocatori |
| --------- |

|    | Naz.                                       | Ruolo | Sportivo            | Anno | Alt. | Peso |  |
| -- | ------------------------------------------ | ----- | ------------------- | ---- | ---- | ---- |  |
| 4  | Stati Uniti (bandiera) · Italia (bandiera) | AC    | Brian Montonati     | 1976 | 205  | 108  |  |
| 5  | Italia (bandiera)                          | AC    | Fabrizio Facenda    | 1976 | 200  | 100  |  |
| 6  | Italia (bandiera)                          | P     | Mauro Morri         | 1977 | 190  | 90   |  |
| 7  | Italia (bandiera)                          | PG    | Giovanni Tomassini  | 1988 | 190  | 89   |  |
| 10 | Italia (bandiera)                          | G     | Carlton Myers       | 1971 | 192  | 90   |  |
| 11 | Panama (bandiera)                          | GA    | Michael Hicks       | 1976 | 195  | 91   |  |
| 14 | Italia (bandiera)                          | C     | Samuele Podestà     | 1976 | 204  | 104  |  |
| 15 | Lituania (bandiera)                        | A     | Mindaugas Žukauskas | 1975 | 202  | 98   |  |
| 20 | Italia (bandiera)                          | A     | Luigi Dordei        | 1981 | 202  | 101  |  |

| Staff tecnico                      |
| ---------------------------------- |
| Allenatore: Marco Calvani          |
| dal 1º febbraio Alessandro Ramagli |
| Assistente: Giacomo Baioni         |
| Assistente: Alberto D'Amato        |

| Giocatori acquisiti a stagione in corso |
| --------------------------------------- |

|    | Naz.                                      | Ruolo | Sportivo                     | Anno | Alt. | Peso |  |
| -- | ----------------------------------------- | ----- | ---------------------------- | ---- | ---- | ---- |  |
| 9  | Portogallo (bandiera) · Italia (bandiera) | P     | Robert Fultz dal 22 marzo    | 1982 | 188  | 86   |  |
| 12 | Australia (bandiera) · Italia (bandiera)  | PG    | Daniel Cioffi dal 19 gennaio | 1981 | 191  | 87   |  |
| 18 | Stati Uniti (bandiera)                    | A     | Rodney White dal 15 dicembre | 1980 | 203  | 98   |  |

| Giocatori ceduti a stagione in corso |
| ------------------------------------ |

|    | Naz.                                       | Ruolo | Sportivo                            | Anno | Alt. | Peso |  |
| -- | ------------------------------------------ | ----- | ----------------------------------- | ---- | ---- | ---- |  |
| 9  | Italia (bandiera)                          | A     | Federico Maiocco fino al 27 ottobre | 1983 | 200  | 98   |  |
| 8  | Stati Uniti (bandiera) · Italia (bandiera) | P     | Donte Mathis fino al 29 dicembre    | 1977 | 190  | 85   |  |
| 12 | Australia (bandiera) · Italia (bandiera)   | PG    | Daniel Cioffi fino al 21 febbraio   | 1981 | 191  | 87   |  |

Legaduebasket: Dettaglio statistico